# Martina Ratej
Martina Ratej (2 de noviembre de 1981) es una atleta eslovena especialista en lanzamiento de jabalina, su mejor marca fue de 67.16 metros en Doha el 14 de mayo de 2010.
Representó a su país en los Juegos Olímpicos de Pekín 2008 y en los de Londres 2012.